# 西福寺 (川口市西立野)

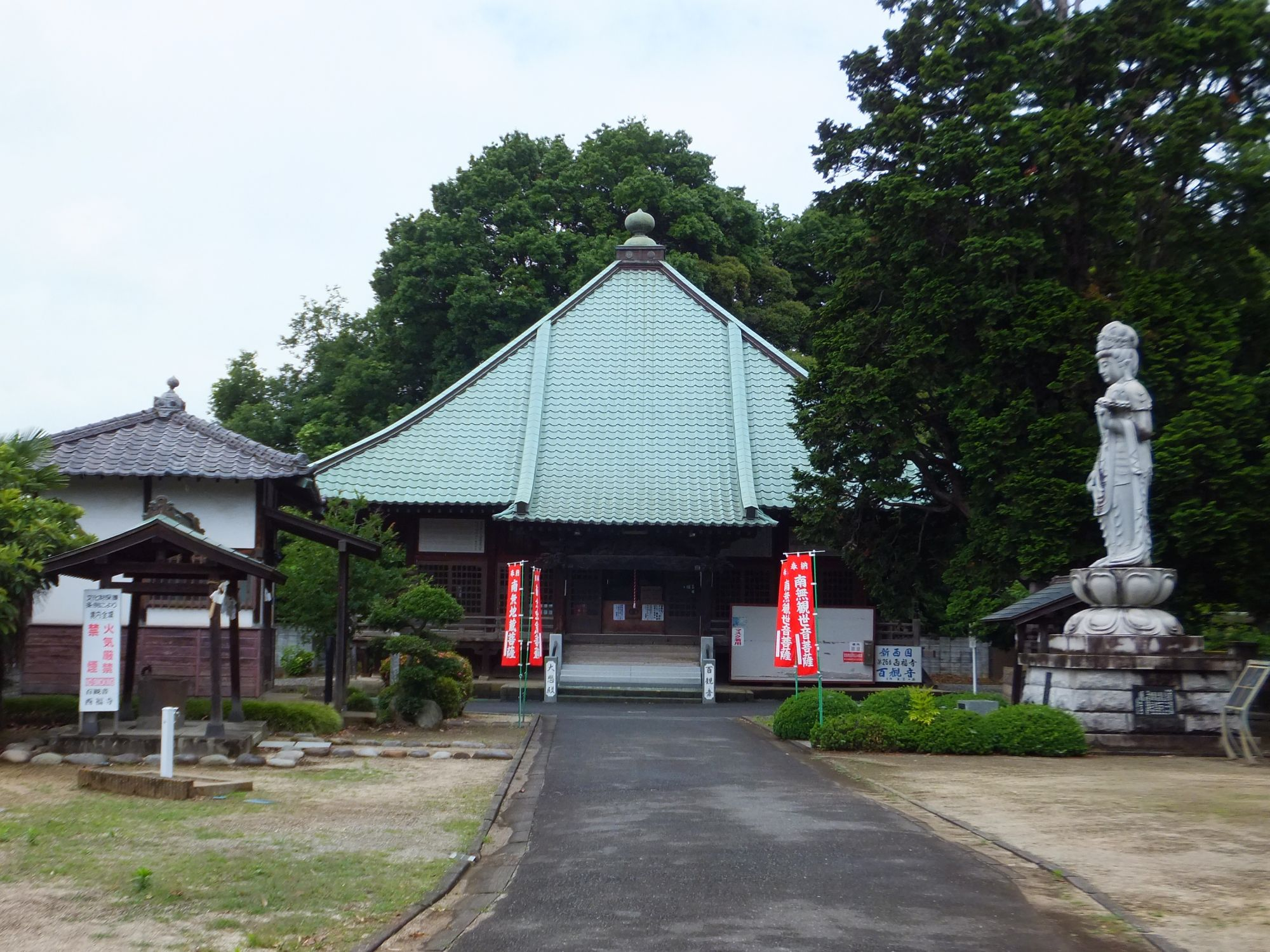
百観音堂

西福寺（さいふくじ）は、埼玉県川口市大字西立野にある真言宗豊山派の寺院である。山号は補陀落山。観音堂と三重塔がある。

## 歴史
弘仁年間（810年 - 824年）に空海（弘法大師）が国家鎮護のため創建したと伝えられる。

## 観音堂
観音堂には、西国・坂東・秩父札所の100体の観音像が安置され、この一堂に参詣すれば、100か所の観音霊場を参詣したと同じだけの功徳があるとされる。

## 三重塔
三重塔は、江戸幕府三代将軍徳川家光の長女千代姫が奉建したもので、高さ約23メートルあり、県下では一番高い木造の建造物である。塔内部には大日如来・阿弥陀如来・釈迦如来の3像が祀られている。  
棟札銘文によると、この塔は、元禄6年（1693年）3月27日に建立完成されたもので、かつては、櫓を組んで塔の頂上まで参詣者に登らせた時もあったが、現在では廃止されている。初層の組物間の蟇股（かえるまた）には十二支の動物を表している。
1972年（昭和47年）3月28日埼玉県指定有形文化財に指定された。

## 交通アクセス
埼玉高速鉄道戸塚安行駅から徒歩9分 